# 那林镇
那林镇，是中华人民共和国广西壮族自治区玉林市博白县下辖的一个乡镇级行政单位。

## 行政区划
那林镇下辖以下地区：
东风村、乐民村、佑邦村、平安村、那林村、双六村、多福村、石圹村、珊瑚村、金阵村、六岗村和大岗村。